# Большие Бороденки
Большие Бороде́нки (бел. Вялікія Барадзе́нкі) — деревня в составе Первомайского сельсовета Дрибинского района Могилёвской области Республики Беларусь.

## Население
- 1999 год — 67 человек
- 2010 год — 31 человек